# Charles Maucourt de Bourjolly
Pour les articles homonymes, voir Maucourt de Bourjolly.
Charles Maucourt de Bourjolly (° 19 novembre 1645 Saint-Ouën-des-Vallons, Château de la Roche-Pichemer - † 10 août 1721 Laval lieu-dit la Féaudière), avocat et historien.

## Biographie
Charles est le fils de Louis Maucourt de Bourjolly et de Julienne Boullant. Il naît le 19 novembre 1645 au château de La Roche-Pichemer dont son père était fermier général. Sieur de la Coudrière (Mézangers), licencié en droit, avocat au Parlement, il se marie le 10 juillet 1675 avec Renée Debonnaire, fille d'Étienne Debonnaire, sieur de la Féaudière à Laval. Veuf depuis le 7 mai 1694, il meurt à la Féaudière le 10 août 1721.
De son mariage, Maucourt eut deux enfants, dont seul Jean, l'aîné, vécut. Né à Mézangers le 12 septembre 1677, il épousa à Laval, le 12 juillet 1707, Madeleine Gaultier (fille de Mathurin Gaultier, conseiller du roi, avocat à Laval).

## Sources
« Charles Maucourt de Bourjolly », dans Alphonse-Victor Angot et Ferdinand Gaugain, Dictionnaire historique, topographique et biographique de la Mayenne, Laval, A. Goupil, 1900-1910 [détail des éditions] (BNF 34106789, présentation en ligne), t. II, p. 802.